# Johann Thomas von Trattner
Johann Thomas von Trattner (Bad Tatzmannsdorf, Gradišće, Austrija,  20. prosinca 1717. – Beč, 31. srpnja 1798.) je bio austrijski tiskar, knjižar i nakladnik iz Beča.
Rodio se u gradišćanskom selu Bad Tatzmannsdorfu u Austriji, onda dijelom Ugarske.
Za povijest hrvatskog tiskarstva je značajan što je djelovao i u Hrvatskoj.
U Varaždinu je tiskao od 1773. Potom odlazi u Zagreb, u kojem tiska od 1776. do 1793. U tom razdoblju je počeo tiskati novine na njemačkom jeziku Kroatischer Korrespondent (od 1789.).
Tiskao je brojne naslove iz poljodjelstva, medicine, pastoralne teologije, veterine, fizike (djela Ruđera Boškovića) i ost.
Tiskovine ovog austrijskog tiskara su bili svojevremeno sakupili Franjo Kušević i Josip Kušević, visoki kraljevski dužnosnici. Kasnije je tu zbirku otkupila NSK. 

## Vanjske poveznice
- HRT  Arhivirana inačica izvorne stranice od 5. ožujka 2016. (Wayback Machine) Kultura
- Johann Thomas von Trattner Hrvatska tehnička enciklopedija, portal hrvatske tehničke baštine. LZMK